# Heilig Hartkerk (Kessel-Lo)

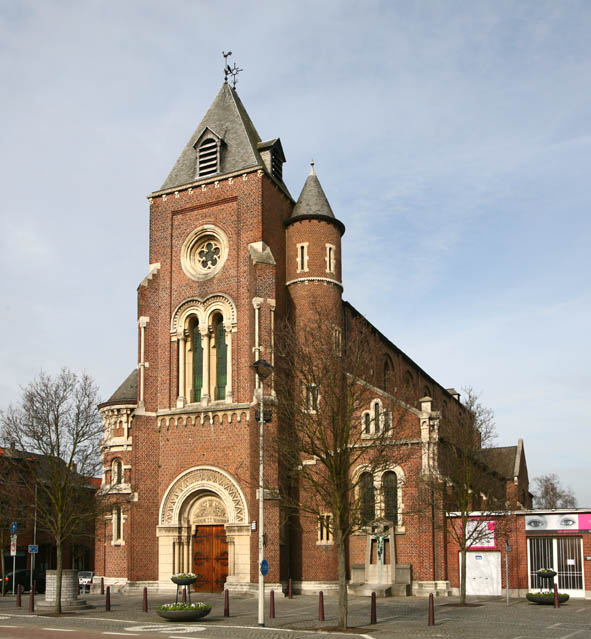
Heilig Hartkerk

De Heilig Hartkerk is een parochiekerk in de tot de Vlaams-Brabantse gemeente Leuven behorende plaats Kessel-Lo, gelegen aan de Kerkstraat.
Deze kerk werd gebouwd voor de parochie Blauwput, direct ten oosten van het Station Leuven gelegen. Het is een neoromaans bouwwerk dat in 1873-1898 werd gebouwd.
Deze bakstenen kerk is op het noorden georiënteerd en het heeft een zware voorgebouwde toren, geflankeerd door een ronde traptoren.
In de kerk vindt men een neogotische apostelbalk uit het begin van de 20e eeuw, vervaardigd door Frans Steurs.